# Nesticus noroensis
Nesticus noroensis är en spindelart som beskrevs av Mashibara 1993. Nesticus noroensis ingår i släktet Nesticus och familjen grottspindlar. Inga underarter finns listade i Catalogue of Life.